# 25-NB

25I-NBOMe, наиболее известное вещество серии 25-NB.

Серия 25-NB (25x-NBx), иногда альтернативно называемая соединениями NBOMe, представляет собой семейство серотонинергических психоделиков. Они являются замещёнными фенилэтиламинами и получены из семейства 2C. Они действуют как селективные агонисты рецептора серотонина 5-НТ2А. Семейство 25-NB является уникальным по сравнению с другими классами психоделиков тем, что они чрезвычайно эффективны и высокоселективны для рецептора 5-HT2A.
Соединениями 25-NB являются N-бензилфенилэтиламины. Они имеют метоксигруппы в положениях С2 и С5 фенильного кольца, замещение, такое как галоген или алкильная группа, в положении С4 фенильного кольца и метокси, либо другое замещение (например, гидроксил, фтор) в положении C2 N-бензильного кольца. Они отличаются от серии 2С наличием N-бензильной группы.

## Список производных 25-NB
- 25B-NBF
- 25B-NBOH
- 25B-NBOMe
- 25C-NB3OMe
- 25C-NB4OMe
- 25C-NBF
- 25C-NBOH
- 25C-NBOMe
- 25CN-NBOH
- 25CN-NBOMe
- 25D-NBOMe
- 25E-NBOMe
- 25G-NBOMe
- 25H-NBOMe
- 25I-NB34MD
- 25I-NB3OMe
- 25I-NB4OMe
- 25I-NBF
- 25I-NBMD
- 25I-NBOH
- 25I-NBOMe
- 25iP-NBOMe
- 25N-NBOMe
- 25P-NBOMe
- 25TFM-NBOMe

Производные с нетипичными структурами включают:
- 2CBCB-NBOMe
- 2CBFly-NBOMe
- NBOMe-mescaline

## Токсичность и потенциальный вред
Не смотря на то, что психоделики считаются физиологически безопасными и потенциал возникновения зависимости крайне мал, соединения NBOMe часто связаны с опасным вредом для здоровья и даже летальными исходами. Исследования показали, что вещества проявляют нейротоксическую и кардиотоксическую активность. Большинство людей испытывают симпатическую токсичность, включая сужение кровеносных сосудов, гипертонию и тахикардию, а также судороги, гипертермию, повышенное потоотделение и рабдомиолиз.
Смертельную опасность NBOMe представляют из-за своей очень высокой эффективности, вследствие чего, разница между средней дозировкой и передозировкой крайне мала в сравнении со многими другими веществами. Точная токсичная дозировка неясна, предполагается, что она во многом зависит от личной физиологии, нежели от самой дозировки. По неофициальным данным, смертельную опасность представляют дозировки свыше 1000 мкг (1 мг).
NBOMe часто продаются под видом ЛСД, т. к. имеет довольно схожее действие и эффект. Отличить их можно непосредственно по вкусу, если NBOMe имеет горький и «металлический» вкус, то у ЛСД он отсутствует. Ещё одним отличительным признаком NBOMe от ЛСД является онемение языка и полости рта при сублингвальном приёме. Так, зафиксированы случаи, когда 25B-NBOMe был идентифицирован как причина смерти двух подростков 15-ти и 17-ти лет, который они приобрели под видом ЛСД.
NBOMe не активны при пероральном приёме.

## Правовой статус
В Великобритании являются наркотиками класса A, согласно общему положению о N-бензилфенэтиламине.